# Campionati europei di tuffi 2013 - Trampolino 3 metri maschile
La gara del trampolino da 3 metri maschile dei campionati europei di tuffi 2013 è stata disputata il 20 giugno 2013 presso la Piscina Nettuno di Rostock in Germania e vi hanno partecipato 24 atleti. Le qualificazioni si sono svolte al mattino e i primi 12 classificati hanno avuto accesso alla finale del pomeriggio.

## Medaglie
| Posizione | Atleta           | Paese    |
| --------- | ---------------- | -------- |
| Oro       | Il'ja Zacharov   | Russia   |
| Argento   | Evgenij Kuznecov | Russia   |
| Bronzo    | Patrick Hausding | Germania |

## Risultati
| Pos. | Atleti                | Nazionalità   | Eliminatorie | Eliminatorie | Finale    | Finale |
| Pos. | Atleti                | Nazionalità   | Punti        | Pos.         | Punti     | Pos.   |
| ---- | --------------------- | ------------- | ------------ | ------------ | --------- | ------ |
|      | Il'ja Zacharov        | Russia        | 439.70       | 2            | 502.90    | 1      |
|      | Evgenij Kuznecov      | Russia        | 421.70       | 3            | 471.55    | 2      |
|      | Patrick Hausding      | Germania      | 448.40       | 1            | 428.70    | 3      |
| 4    | Illja Kvaša           | Ucraina       | 415.50       | 5            | 427.85    | 4      |
| 5    | Oleksandr Horškovozov | Ucraina       | 356.70       | 10           | 424.50    | 5      |
| 6    | Sascha Klein          | Germania      | 418.85       | 4            | 419.50    | 6      |
| 7    | Yorick de Bruijn      | Paesi Bassi   | 362.45       | 9            | 409.85    | 7      |
| 8    | Andrzej Rzeszutek     | Polonia       | 387.05       | 6            | 396.85    | 8      |
| 9    | Espen Valheim         | Norvegia      | 340.05       | 12           | 341.20    | 9      |
| 10   | Chola Chanturia       | Georgia       | 371.05       | 7            | 339.60    | 10     |
| 11   | Constantin Blaha      | Austria       | 368.45       | 8            | 324.85    | 11     |
| 12   | Michele Benedetti     | Italia        | 351.30       | 11           | 315.50    | 12     |
| 16.5 | H09.5                 |               |              |              | 00:55.635 | O      |
| 13   | Espen Gilje Bergslien | Norvegia      | 338.95       | 13           |           |        |
| 14   | Joshua Dowd           | Gran Bretagna | 334.25       | 14           |           |        |
| 15   | Jouni Kallunki        | Finlandia     | 329.20       | 15           |           |        |
| 16   | Stefanos Paparounas   | Grecia        | 322.85       | 16           |           |        |
| 17   | Tommaso Rinaldi       | Italia        | 314.40       | 17           |           |        |
| 18   | Andrei Pawluk         | Bielorussia   | 309.80       | 18           |           |        |
| 19   | Nicolás García        | Spagna        | 308.80       | 19           |           |        |
| 20   | Oliver Dingley        | Gran Bretagna | 298.80       | 20           |           |        |
| 21   | Vinko Paradzik        | Svezia        | 276.25       | 21           |           |        |
| 22   | Benjamin Auffret      | Francia       | 274.90       | 22           |           |        |
| 23   | Joey van Etten        | Paesi Bassi   | 266.15       | 23           |           |        |
| 24   | Fabian Brandl         | Austria       | 242.10       | 24           |           |        |